# Rauisuchus
Rauisuchus tiradentes
Genre
Espèce
Rauisuchus est un genre éteint d'archosaures basaux qui vivait au Brésil durant le Trias moyen.
Une seule espèce est rattachée au genre : Rauisuchus tiradentes.
Il a été nommé en honneur au collectionneur de fossile Dr. Rau. Cet archosaure est l'espèce type de sa famille (Rauisuchidae) et de son ordre (Rauisuchia). Les reptiles appartenant à sa famille font partie des plus grands prédateurs de leur époque.

## Description

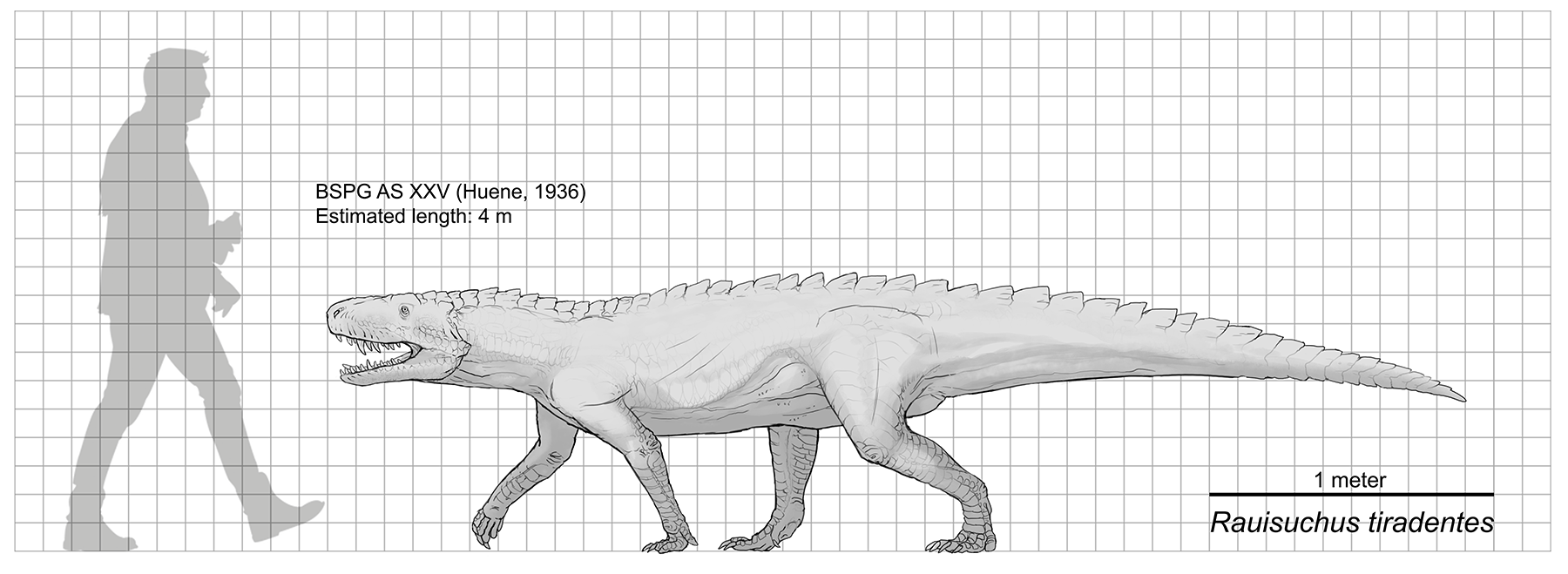

Rauisuchus possédait une longueur de 4 mètres et une hauteur de 1 mètre. Il devait peser aux alentours de 250 kilogrammes.